# تازه ازدواج‌کرده (فیلم ۲۰۰۷)
«تازه ازدواج‌کرده» (انگلیسی: Just Married) یا ازدواج به سبک هندی فیلمی هندی است که در سال ۲۰۰۷ منتشر شد. از بازیگران آن می‌توان به فردین خان اشاره کرد.